# Relacions entre el Kirguizstan i el Tadjikistan
Les relacions entre Kirguizstan i Tadjikistan es refereixen a les relacions diplomàtiques bilaterals entre la República del Tadjikistan i la República del Kirguizstan.
Les relacions entre el Kirguizstan i el Tadjikistan han estat tenses en els darrers anys. Els refugiats i els combatents antigovernamentals del Tadjikistan han creuat diverses vegades al Kirguizstan, fins i tot prenent ostatges. El Kirguizstan va tractar d'ajudar a mediar en un acord entre les forces tadjikes enfrontades a l'octubre de 1992, però sense èxit. Askar Akayev es va unir més tard als presidents Islom Karimov i Nursultan Nazarbàiev per a enviar una força d'intervenció conjunta en suport del president del Tadjikistan, Emomalí Rahmon, contra els insurgents, però el parlament kirguís va retardar la missió del seu petit contingent durant diversos mesos fins a finals de la primavera de 1993. A mitjans de l'any 1995, les forces kirguisses van tenir la responsabilitat d'acordonar una petita porció de la frontera de Tadjikistan prop de Panj a les forces rebels del Tadjikistan.
El major risc que representa el Tadjikistan per al Kirguizstan és la desestabilització general que la prolongada guerra civil ha portat a la regió. En particular, la carretera de Khorugh-Oix, l'anomenada "carretera sobre els núvols", s'ha convertit en un important conducte de contraban de tota mena, incloses les armes i les drogues. En una reunió dels caps dels organismes de seguretat de l'Estat del Tadjikistan, del Kirguizstan, del Kazakhstan i l'Uzbekistan, celebrada a Oix en la primavera de 1995, també es va arribar a la conclusió que les condicions ètniques, socials i econòmiques d'Oix eren cada vegada més similars a les del Tadjikistan a finals de la dècada del 1980, reconeixent així el contagi de la inestabilitat del Tadjikistan.
Actualment, les relacions entre els dos països són cordials tot i que existeixen certs conflictes locals respecte la terra i l'aigua.

## Enclavaments
Hi ha dos enclavaments del Tadjikistan dins del país kirguís; Vorukh (130 km²) i Kaigarach o Qalacha Occidental (1 km²), essent els dos exclavaments. En canvi, el Kirguizstan no en té cap dins del país tadjik.

## Comerç
En l'any 2016, el volum de comerç bilateral entre els dos països era de 28 milions i en dos anys va augmentar més del 100% fins a arribar uns 60 milions.
Segons l'Agència d'Estadístiques del president del Tadjikistan, l'any 2019 el comerç bilateral va augmentar fins a 54'24 milions de dòlars estatunidencs. El gener-juliol de 2020, el volum de comerç es va reduir a la meitat, 23'28 milions de dòlars per la pandèmia per coronavirus.

## Conflictes

### Amb l'Uzbekistan
A causa dels conflictes amb el veí Uzbekistan, tant el Kirguizstan com el Tadjikistan es donen suport mútuament. Durant els enfrontaments ètnics entre uzbeks i kirguisos en el sud del Kirguizstan en 2010, el Tadjikistan va exigir a la minoria uzbeka "mostrar respecte per les lleis kirguisses".

### Incidents fronterers
Els conflictes locals en la frontera entre els dos països solen ser habituals, sobretot en l'exclavament tadjik anomenat Vorukh que es troba envoltat per territori kirguís. L'ambaixador kirguís al Tadjikistan assegura que s'està considerant de manera exhaustiva la delimitació de la frontera estatal entre els dos països.